# 新木優子
新木優子（日语：／ Araki Yuko；1993年12月15日—）。日本女演員，東京都出身。

## 經歷
2004年，小學5年級時在原宿的竹下通被星塵傳播的星探發掘。
2008年5月，初次主演電影《錨を投げろ》。
2014年，成為《non-no》雜誌的專屬模特兒。
2016年，初次主演電視劇，為富士電視臺的《愛愛外星人》。
2017年，在參演CRISIS 公安机动搜查队特搜组、Code Blue第三季等多部電視劇的同時，發行個人首本寫真集。
2019，與高良健吾共同主演《前男友狂》，首次擔綱地上波電視劇。
2021年10月，宣佈從《non-no》專屬模特兒畢業。

## 人物
- 喜歡偶像團體。是桃色幸運草Z的粉絲，並與成員關係良好[9]；會去看早安少女組。和Kobushi Factory的演唱會[10]。
- 與同為《non-no》的専属模特兒馬場富美加一同出演《Code Blue3》而成為好友，新木暱稱馬場為，馬場暱稱新木為[11]。
- 2017年，日本《週刊新潮》登出新木為新興宗教「幸福科學」信徒，該宗教會公布新木守護靈的影片，而引發關注。原為演員的清水富美加因信仰此宗教而出家退出演藝圈的事件引發輿論，在餘波未平之際，新木此信仰招致議論猜測。其後經紀公司社長表示新木為該宗教信徒之事為屬實，但並無出家退出演藝圈的想法[12] [來源請求]。

## 戲劇作品

### 電影
- 錨を投げろ（2008年5月24日）：主演・直美
- 青鸟（2008年11月29日，日活）：飾演 片山舞
- 告白（2010年6月5日，東寶）：飾演 學生
- 說謊的男孩與壞掉的女孩（2011年1月22日，角川映画）：飾演 女子高生
- 私處 (电影)（日语：スクールガール・コンプレックス〜放送部篇〜）（2013年8月17日，SDP）：飾演 幸也
- 青春殘愛物語（日语：ゆるせない、逢いたい）（2013年11月16日，SDP）：飾演 橋本馬里
- 家族游戏「佐藤家の通夜」「貧乳クラブ」（2015年8月1日，SDP、フォーチュンエンターテイメント、東京さくら印刷）
- 風之信（2015年12月19日）：主演 吉井久留美

- 愛哭小丑的婚禮（日语：泣き虫ピエロの結婚式）（2016年10月8日）：飾演 稻葉真纪
- 實習!（2016年11月5日）：主演 川倉晴香
- 聖的青春（日语：聖の青春#映画）（2016年11月19日）：飾演 古書店店員
- 明天也有好吃的飯（日语：僕らのごはんは明日で待ってる）（2017年1月7日，SDP）：飾演 上村小春
- 惡與假面的規則（日语：悪と仮面のルール#映画）（2018年1月13日，Phantom Film）：飾演 久喜香織
- 空中急診英雄-海空災難最終救援-（2018年7月27日，東寶）：飾演 橫峯朱里
- 那個女孩的，俘虜（日语：あのコの、トリコ。）（2018年10月5日，SHOWGATE）：飾演 立花雫[13]
- 巴斯克維爾的獵犬 夏洛克劇場版（2022年6月17日，東寶）：飾演 蓮壁紅
- SEE HEAR LOVE 看不見聽不見也愛你 ディレクターズカット版 劇場限定特別映像付（2023年7月7日，Amazon Prime Video）：飾演 相田響

### 網路電影
- SEE HEAR LOVE 看不見聽不見也愛你（2023年6月9日，Amazon Prime Video）：飾演 相田響
- 小紅帽，在旅途中遇見屍體（2023年9月14日，Netflix）：飾演 灰姑娘 [14]
- 都不合的那記憶（2024年9月27日，Amazon Prime Video）：飾演 マユミ

### 電視劇
- Real Clothes 第7話（2009年11月24日，關西電視台）
- （2011年2月11日 - 18日，NHK ETV）：飾演 ニーナ
- 屠龙青年团（2012年7月20日 - 9月28日，MBS）：飾演 ユカ
- 假面騎士Wizard 第34話 - 第35話（2013年5月5日 - 12日，朝日電視台）：飾演 清水千明
- 要在蒂凡尼吃早餐（日语：いつかティファニーで朝食を）（日本電視台）：飾演 新井里沙
  - 第一季（2015年10月11日 - 12月20日）
  - 第二季（2016年1月10日 - 3月27日）
- 監獄學園（2015年10月26日 - 12月21日，MBS）：飾演 杏子
- 房仲女王（2016年7月13日 - 9月14日，日本電視台）：飾演 室田圓
- 愛愛外星人（日语：ラブラブエイリアン#テレビドラマ）（富士電視台）：主演 石橋園美
  - 第一季（2016年7月14日 - 9月29日）
  - 第二季（2018年1月23日 - 3月13日）
- CRISIS 特別搜查隊（2017年4月11日 - 6月13日，富士電視台）：飾演 大山玲
- 月付百萬的女人們（2017年4月13日 - 6月30日，東京電視台）：飾演 開菜菜果
- 空中急診英雄3（2017年7月17日－9月18日，富士電視台）：飾演 橫峯朱里
  - 空中急診英雄 もう一つの日常（2018年7月24日〔23日深夜〕 - 28日〔27日深夜〕）
  - 特別編 -もう一つの戦場-（2018年7月28日）
- 重要參考人偵探（日语：重要参考人探偵#テレビドラマ）（2017年10月20日 - 12月8日，朝日電視台）：飾演 早乙女果林
- 致命之吻（2018年1月7日 - 3月11日，日本電視台）：飾演 並樹美尊
- 啦啦隊之舞（2018年7月13日 - 9月14日，TBS）：飾演 藤谷葵
- 金裝律師（富士電視台）：飾演 聖澤真琴（女主角）
  - 第一季（2018年10月8日－12月17日）[15]
  - 第二季（2020年4月13日 - 10月19日）[16]
- Trace～科搜研之男～（日语：トレース_科捜研法医研究員の追想#テレビドラマ）（2019年1月7日 - 3月18日，富士電視台）：飾演 澤口暖奈[17]
- 前男友狂（日语：モトカレマニア#テレビドラマ）（2019年10月17日 - 12月12日，富士電視台）：主演 難波有里華[18]
- 不輸給美國的男人～馬鹿野郎總理吉田茂～（日语：アメリカに負けなかった男〜バカヤロー総理_吉田茂〜）[注 1]（2020年2月24日，東京電視台）：飾演 麻生和子[19]
- 海妖的懺悔（日语：セイレーンの懺悔）（2020年10月18日 - 11月8日，WOWOW）：主演 朝倉多香美[20]
- 我的殺意戀愛了（2021年7月4日 - 9月12日，日本電視台）：飾演 鳴宮美月
- 六本木Class（2022年7月7日 - 9月29日，朝日電視台）：飾演 楠木優香
- 破案天才伽利略 禁忌的魔術（2022年9月17日，富士電視台）：飾演 牧村朋佳（女主角）
- 單身初戀日記（2023年10月14日 - 12月9日，朝日電視台）：飾演 武田花（女主角）
- 再見指揮家～父親和我的熱情～（2024年1月14日 - 3月17日，TBS）：飾演 倉科瑠李
- DOPE 麻藥取締部特搜課（2025年7月4日 - ，TBS）：飾演 綿貫光

### 配音
- 玩具總動員4（2019年7月12日，皮克斯動畫工作室）：飾演 gabby gabby（日語版配音）[21]
- 活了100天的鱷魚（2021年5月28日）：飾演 前輩

### 舞台劇
- Dropping - by 触れられる以前に消える自由を持っている。（2010年1月23日）

## 書籍

### 雑誌
- non-no（2014年1月20日 - 、集英社） - 専属モデル

### 著書
- 新木優子 photo book first.（2015年12月16日、双葉社）Template:ISBN2

### 写真集
- ガールフレンド YUKO ARAKI（2017年7月18日、SDP、撮影：熊木優）Template:ISBN2[22]
- honey YUKO ARAKI（2019年12月15日、SDP、撮影：黒沼 諭）)Template:ISBN2

### 日历
- 新木優子オフィシャルカレンダー2015（2014年11月下旬、SPD）
- 新木優子オフィシャルカレンダー2016.4-2017.3（2016年3月30日、SPD）ASIN B076WZC9FQ
- 新木優子オフィシャルカレンダー2018.4-2019.3（2018年3月26日、SDP）ASIN B079T26D7D
- 新木優子オフィシャルカレンダー2019.4-2020.3（ポスターカレンダー / デスクカレンダー）（2019年3月16日、SDP）[23]

## 資考資訊

### 來源
1. 1 2  . stardust.   [2022-11-18]. （原始内容存档于2023-03-14）.
2. ↑  高倉文紀. . タレントパワーランキング. アーキテクト. 2015-08-05  [2017-09-03]. （原始内容存档于2019-05-21）.
3. ↑  . ORICON STYLE. 2016-06-24  [2016-06-24]. （原始内容存档于2021-01-17）.
4. ↑  . ORICON NEWS. 2017-07-25  [2022-11-15]. （原始内容存档于2022-11-14）.
5. ↑  . コード・ブルー～ドクターヘリ緊急救命～THE THIRD SEASON - とれたてフジテレビ. フジテレビ. 2017-07-11  [2022-11-15]. （原始内容存档于2022-11-07）.
6. ↑  . ORICON NEWS. 2017-07-29  [2022-11-15]. （原始内容存档于2022-11-14）.
7. ↑  . モデルプレス. 2019-02-04  [2022-11-15]. （原始内容存档于2022-11-14）.
8. ↑  . ORICON NEWS. 2021-10-01  [2022-11-15]. （原始内容存档于2022-11-14）.
9. ↑  . modelpress. 2017-05-12  [2022-11-15]. （原始内容存档于2022-11-14）.
10. ↑  . 東スポWeb. 2017-05-22  [2022-11-15]. （原始内容存档于2022-11-14）.
11. ↑  . ねとらぼ (アイティメディア). 2018-06-21  [2022-11-07]. （原始内容存档于2022-11-07）.
12. ↑  新木優子「幸福の科学」信者発覚で波紋 さらなる女優信者も （页面存档备份，存于）.東スポ.2017-08-31.[2017-08-31].
13. ↑  . modelpress. 2017-07-10  [2018-10-14]. （原始内容存档于2019-05-21） （日语）.
14. ↑  .   [2023-04-24]. （原始内容存档于2023-05-01）.
15. ↑  . modelpress. 2018-08-28  [2018-10-14]. （原始内容存档于2019-05-20） （日语）.
16. ↑  . ORICON NEWS. 2020-02-24  [2020-02-24]. （原始内容存档于2020-02-24） （日语）.
17. ↑  . modelpress. 2018-10-29  [2018-10-29]. （原始内容存档于2019-05-21） （日语）.
18. ↑  . ORICON NEWS. 2019-07-18  [2019-07-18]. （原始内容存档于2019-07-18） （日语）.
19. ↑  . ORICON NEWS. 2019-12-09  [2019-12-09]. （原始内容存档于2020-05-26） （日语）.
20. ↑  . modelpress. 2020-07-29  [2020-07-29] （日语）.
21. ↑  . modelpress. 2019-05-30  [2019-05-30]. （原始内容存档于2019-06-16） （日语）.
22. ↑  . シネマカフェ (イード). 2017-05-16  [2017-07-10]. （原始内容存档于2021-05-22）.
23. ↑  . ORICON NEWS (オリコン株式会社). 2018-12-26  [2022-11-15]. （原始内容存档于2022-11-14）.

## 外部連結
- 公式プロフィール （页面存档备份，存于） - スターダストプロモーション
- 新木優子オフィシャルブログ - LINE BLOG （页面存档备份，存于）（2016年12月22日 - ）
- 新木優子 - 3年B組School girl BLOG （页面存档备份，存于）（2007年8月20日 - 2012年5月10日）
- 新木優子オフィシャルブログ「モトカレマニア」 （页面存档备份，存于） - 主人公ユリカ役 新木優子オフィシャルブログ
- 新木優子的Instagram帳戶